# René Norguet
René Norguet, né à Paris 13e le 11 novembre 1888 et décédé à La Ferté-Imbault le 3 août 1968, est un ingénieur général du génie maritime, haut-fonctionnaire français puis directeur général des Ateliers et Chantiers de la Loire (ACL).

## Biographie
Fils d'un chef de gare, René Norguet réussit le concours d'entrée à l'École polytechnique en 1908. Il intègre à sa sortie le corps militaire du génie maritime et commence sa vie professionnelle comme ingénieur à l'arsenal de Brest en 1910. Il fait ensuite carrière au service technique des constructions navales dont il devient le directeur en 1938, au ministère de la marine. Après l'armistice de 1940, il est détaché au nouveau ministère de la production industrielle,. Directeur des industries mécaniques et électriques (DIME) du ministère de la Production industrielle depuis août 1940, il devient en août 1942 le numéro deux de ce ministère, sous les ordres de Jean Bichelonne, et joue un rôle important dans l'expérience d'économie dirigée mise en place par le régime de Vichy, avec d'autres jeunes ingénieurs des industries navales soucieux depuis l'avant guerre de rationalisation et dont il est leur mentor, et dans la collaboration économique franco-allemande.
Comme d'autres hauts-fonctionnaires, il est arrêté par les Allemands le 10 août 1943 et retenu prisonnier en Autriche, au camp de Füssen-Plansee. Il revient en France en 1945 et reprend sa carrière de haut-fonctionnaire. Il est nommé inspecteur général des fabrications d'armement mais il démissionne à la suite d'un désaccord avec son ministre de tutelle, communiste, en 1947.
Il commence alors une carrière dans le secteur privé, pratiquant le pantouflage habituel des figures de la haute fonction publique. Il devient ainsi le directeur général des Ateliers et chantiers de la Loire de 1949 à 1958 tout en étant directeur général des Chantiers Dubigeon puis P-DG jusqu'en 1964 de cette firme et en administrant diverses autres sociétés. Il préside de 1956 à 1964 la Chambre syndicale des constructeurs de navires. 
Il préside la commission productivité du Conseil national du patronat français (CNPF) à partir de sa formation en février 1949,. Membre du comité directeur du CNPF, il siège au conseil de direction du Centre de recherche des chefs d’entreprise (CRC), un club de pensée patronal lié au CNPF. Il préside le Comité national de l'organisation française (CNOF) au début des années 1960. 
Son essai de 1961 sur le progrès social en France fait de lui un patron de sensibilité chrétienne, opposé au marxisme comme à certains catholiques, « accusateurs – laïcs ou clercs – des dirigeants de l’industrie et du commerce ». Il prône un « édifice économico-social qui se situe entre le libéralisme total (…) et un dirigisme systématique qui n’est pas davantage accepté ». Il prend parti pour un « libéralisme ordonné, à préoccupations sociales, acceptant l’économie concertée »,.
Président de l'Académie de marine en 1964-65, Norguet est grand officier de la Légion d'honneur.

## Fonctions exercées
- Secrétaire général à l'Industrie et au Commerce intérieur à partir du 17 août 1942 au 20 janvier 1943 (Gouvernement Pierre Laval (6))
- Secrétaire général à la Production industrielle à partir du 20 janvier 1943 à février 1944 (Gouvernement Pierre Laval (6))
- Président de la commission de la productivité du CNPF, créée en 1949.

## Publications
- La Productivité, sa définition, son rôle, sa portée, Bulletin du CNPF no 22 du 15 avril 1949. p. 2-3
- Le Progrès Social en France : évolution ou révolution, Éditions Plon, 1961, préface de Georges Villiers, président du CNPF